# Federico Maciñeira
Federico Guillermo Maciñeira Pardo de Lama (Porto do Barqueiro, Mañón, 3 de septiembre de 1870-Ortigueira, 24 de enero de 1943), más conocido como Federico Maciñeira, fue un arqueólogo, historiador y político español.

## Biografía
Hijo de Vicente Maciñeira González y Escolástica Pardo de Lama Lage, XVII Dama de la Torre da Lama; su formación fue autodidacta y sus trabajos de investigación comenzaron en 1893 con el estudio de las mámoas de las comarcas de Ortegal y Eume, así como de más de un centenar de enterramientos megalíticos que se disponen a lo largo del camino que atraviesa las sierras de Faladoira y Coriscada, a través de los municipios de Ortigueira, Mañón y Puentes de García Rodríguez. También estudió los castros de esta misma zona y realizó excavaciones arqueológicas en el puerto protohistórico de Bares.
En 1895, Maciñeira aludió a la existencia del conjunto megalítico, en forma de círculo lítico de A Mourela (Puentes de García Rodríguez). Este complejo megalítico se desmanteló en 1902 para utilizar las piedras como firme de un camino.
Sus estudios fueron una de las primeras intervenciones arqueológicas científicas realizadas en Galicia y sus descubrimientos fueron importantes para la reconstrucción de la Historia Antigua de la península ibérica.
Fue alcalde de Ortigueira de 1916 a 1917 y, nuevamente, desde 1918 hasta la dictadura de Primo de Rivera, en 1923. También fue Jefe de la Administración Civil (1923) y diputado provincial (1929). Volvió a ser alcalde de Ortigueira en 1930, tras la caída de Primo de Rivera, pero presentó la dimisión en septiembre de 1930.
En Ortigueira fueron continuos los reconocimientos y la admiración por su figura. Así, además de Cronista Oficial (1894) fue nombrado Hijo Adoptivo del municipio con fecha 7.12.1928 (distincidón refrendada el 8-11-1948 por no existir o conservarse libro de actas del ayuntamiento de 1928), y tras su fallecimiento en Ortigueira en 1943, se le tributó un homenaje público en 1948, consistente en la colocación de una placa con su busto en la fachada principal de la Casa Consistorial.
En la Real Academia Galega, de la que fue Miembro Numerario y Fundador, en 1946 el erudito religioso padre Juan Rodríguez Cabrero, en su recepción como Académico, dedicó un texto de elogio a Maciñeira, que le precedió en el mismo sillón académico.Finalmente, en 1947 el Instituto Padre Sarmiento de Estudios Gallegos (la institución que el franquismo creo para sustituir al Seminario de Estudios Galegos) editó su obra magna, Bares. Puerto hispánico de la primitiva navegación occidental. Todo ello echa por tierra una supuesta e inexistente persecución por parte del régimen franquista, infundio que sin rigor alguno, a pesar de la falta de pruebas, algunos se empeñan en sostener. Véanse sino las palabras del científico titular del INCIPIT-CSIC y cariñés Xosé-Lois Armada Pita al respecto: «A realidade, en cambio, é que Maciñeira foi unha figura prestixiosa e respectada antes e despois de 1936, que de feito formou parte da primeira corporación municipal que se conformou en Ortigueira tralo alzamento franquista...», e que «A prinicpal figura da arqueoloxía española na primeira etapa do franquismo, Martínez Santa-Olalla, mantivo unha relación epistolar amable con Maciñeira... e adicoulle unha eloxiosa necrolóxica tralo seu falecemento».

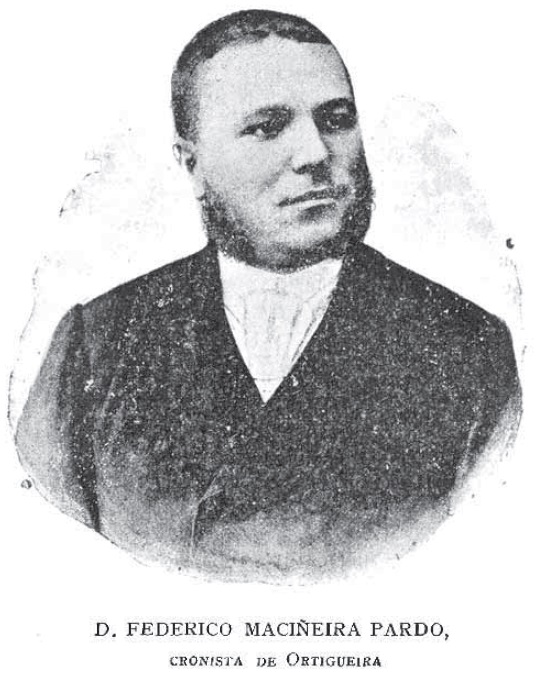
Federico Maciñeira, 1898.

## Obras
- Crónicas de Ortigueira (1892).
- San Andrés de Teixido. Historia, leyendas y tradiciones (1907).
- Notable grupo de círculos líthicos y túmulos dolménicos de la cuenca superior del Eume (1929, Nós).
- San Andrés de Teixido Historia, leyendas y tradiciones (1921; 2011, editorial Maxtor; 2018, editorial Areosa).
- Bares. Puerto hispánico de la primitiva navegación occidental (1947).
- Un nuevo torques gallego, de oro. Boletín de la Real Academia Gallega (1923).[7]

## Reconocimientos

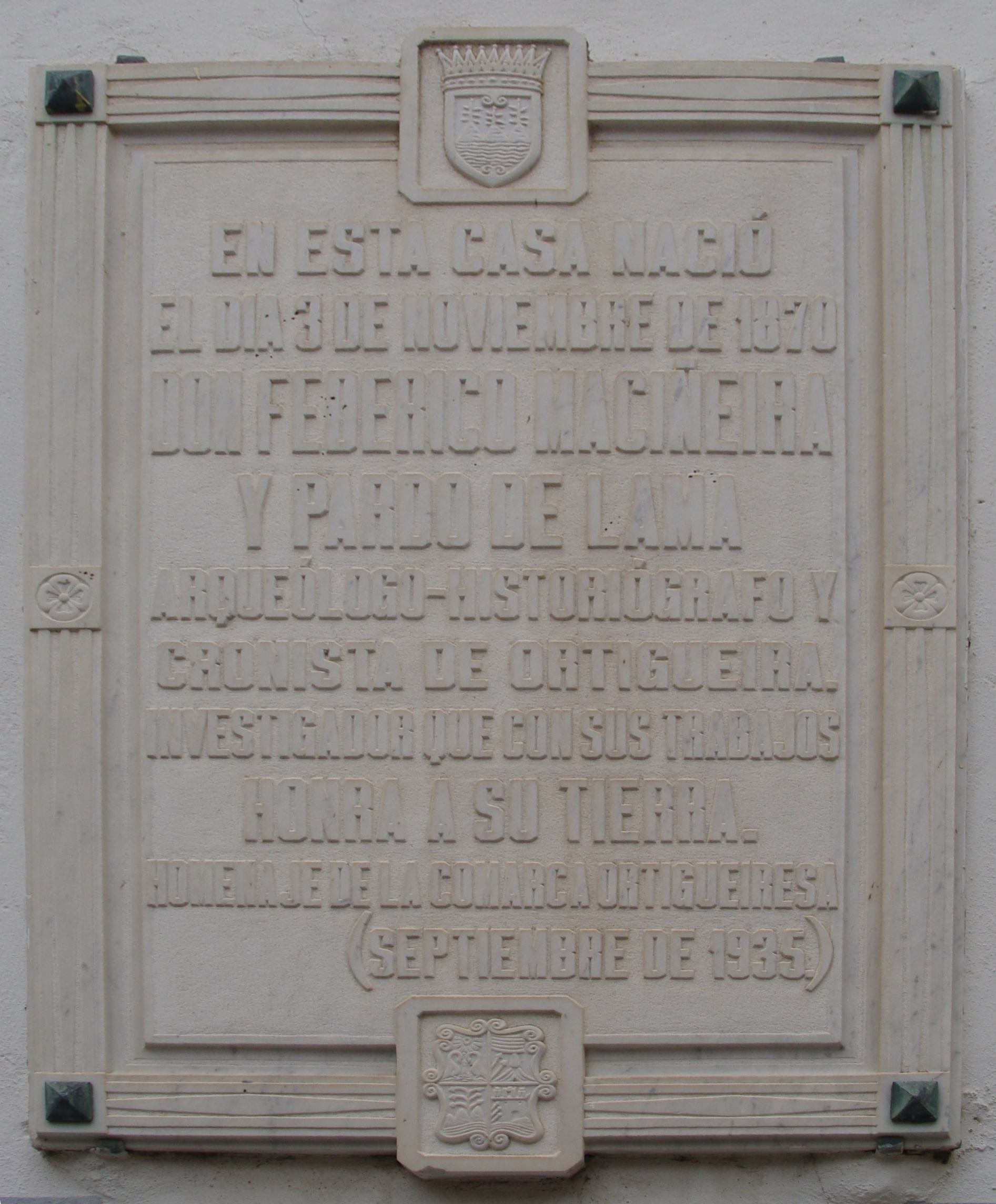
Placa conmemorativa en la casa donde nació, en O Barqueiro.

- Miembro Titular de la Sociedad Española de Historia Natural.
- Miembro Titular Fundador de la Real Academia Galega.
- Miembro Titular de la Sociedad Antropológica.
- Socio colaborador del Seminario de Estudios Gallegos.
- Miembro de Mérito de la Sociedad Arqueológica de Pontevedra.
- Miembro Titular de la Asociación Artístico-Arqueológica de Barcelona.
- Miembro del Instituto Histórico de Minho (Portugal).
- Cronista Oficial del Ayuntamiento de Ortigueira.
- Hijo Adoptivo de Ortigueira.